# Pouru-aux-Bois

Pouru-aux-Bois este o comună în departamentul Ardennes din nordul Franței. În 1 ianuarie 2022 avea o populație de 234 de locuitori.